# Inigo Jones
Inigo Jones (n. 15 iulie 1573, Ward of Farringdon Without⁠(d), Anglia, Regatul Unit – d. 21 iunie 1652, Londra, Commonwealthul Angliei) a fost un arhitect englez care a fost primul arhitect semnificativ  din Anglia la începutul epocii moderne și primul care a folosit regulile vitruviene de proporție și simetrie în clădirile sale.
Fiind cel mai remarcabil arhitect din Anglia timpului său, Jones a fost prima persoană care a introdus în Marea Britanie arhitectura clasică a Romei și a Renașterii italiane. Și-a lăsat amprenta sa unică arhitecturală asupra Londrei prin designul său de clădiri unice, așa cum ar fi Casa Reginei, care este prima clădire din Anglia proiectată într-un stil pur clasic, și Banqueting House, Whitehall, dar și prin amenajarea pieței Covent Garden, care a devenit un model pentru viitoarele dezvoltări în zona cunoscută ca West End.
Inigo Jones a adus. de asemenea, contribuții majore la designul scenic, prin munca sa ca designer de costume de teatru și pentru câteva zeci de măști, majoritatea lor fiind comanda regală, dar și multe altele, realizate în colaborare cu Ben Jonson.

## Viață timpurie
Inigo Jones s-a născut în Smithfield, Londra, ca fiu al fabricantului de pânze Inigo Jones Senior și a fost botezat la biserica Sfântul Bartolomeu-the-Less. De fapt, se știu puține despre primii ani ai lui Jones. Sursele galeze ulterioare susțin că familia era din Țara Galilor și chiar că Inigo a fost numit inițial Ynir sau Ynyr Jones. Dar nicio înregistrare, din timpul său, nu indică vreo legătură de familie cu Țara Galilor.
Jones nu a abordat profesia de arhitect în mod „tradițional,” și anume, fie ridicându-se dintr-un meșteșug, fie prin expunerea timpurie la Office of Works, deși există dovezi că Christopher Wren a obținut informații care l-au înregistrat pe Jones ca ucenic tâmplar în curtea bisericii Saint Paul. La un moment dat, cândva înainte de 1603, un patron bogat (posibil Contele de Pembroke sau Contele de Rutland) l-a trimis în Italia pentru a studia desenul, după ce a fost impresionat de calitatea schițelor sale. Din Italia, Jones a călătorit în Danemarca, unde a lucrat pentru regele danez Christian IV la proiectarea palatelor Rosenborg și Frederiksborg.

## Masque
Jones a lucrat ca producător și arhitect pentru diverse spectacole de tip masque, între 1605 și 1640, dar cea mai cunoscută lucrare a sa (în acest domeniu) provine din colaborarea cu poetul și dramaturgul Ben Jonson. După ce au lucrat împreună timp de cincisprezece ani, cei doi au dezbătut și au avut dezacorduri cu privire la linia lor de lucru și la ceea ce era cel mai important într-o spectacol masque.
În timp ce Jonson susținea că cel mai important aspect al unei masque era cuvântul scris, pe care îl auzea publicul, Jones susținea că spectacolul vizual era cel mai important aspect și că ceea ce vedea publicul era mai important.
Jones considera, de asemenea, că arhitectul avea la fel de multă libertate și drepturi creative ca și scriitorul, poetul sau libretistul masquei. În apărarea acestei opinii, Jones a afirmat că masque-le nu erau „nimic altceva decât imagini cu lumină și mișcare,” acordând prea puțină atenție cuvintelor rostite.
Lucrările lui Jones despre masque, realizate împreună cu Jonson, sunt considerate a fi unul dintre primele exemple de decoruri introduse în teatru. În masque-le sale, se foloseau cortine plasate între scenă și public, acestea trebuind deschise pentru a introduce o scenă.

## Listă de lucrări de arhitectură
- Proiect / Design pentru terminarea turnului central, al vechi biserici Catedrala Saint Paul, ne-executat (circa 1608)
- Proiect / Design al The New Exchange în Strand, London, ne-executat (circa 1608)
- The Queen's House (Casa Reginei), Greenwich (1616 – 1619), lucrare suspendată la decesul reginei Ana a Danemarcei (Anne of Denmark), completată și terminată în intervalul (1630 – 1635) pentru regina Henrietta Maria a Franței (Henrietta Maria of France)
- Proiect / Design pentru clădirea Star Chamber, ne-executat (1617)
- Poartă la Oatlands Palace (1617), acum parte a Chiswick House
- Poartă la  Arundel House (1618), demolată
- Banqueting House, Whitehall (1619 – 1622)
- Prince's Lodging, Newmarket, realizată pentru Henry Frederick, Prince of Wales (1619), demolată
- Capela reginei – The Queen's Chapel, Palatul Saint James (1623 – 1627), realizată pentru regina Henrietta Maria of France
- Fort Amsterdam (1625) – Puternica companie a timpului, The Dutch East India Company l-a contractat pe Jones să proiecteze o fortificație Hudson River; acesta a proiectat-o, dar construcția fortului a fost realizată de Cryn Fredericks, doar din lemn, fiind demolat ulterior, după mai bine de un secol (1790).
- Teatrul Cockpit - The Cockpit Theatre, numit și Palace of Whitehall (1629), demolat
- Stoke Park Pavilions, Northamptonshire, atribuit (circa 1629 – 1635)
- Somerset House – Capelă (Chapel) (1630 – 1635), demolată
- Covent Garden, proiectarea și construcția caselor din părțile de nord și est, precum și Biserica Sfântului Paul (Old Saint Paul's Church), respectiv vestul pieței de astăzi Covent Garden (1631 – 1637). Astăzi doar biserica „supraviețuiește.”
- Design pentru un șir de case în Lothbury pentru Thomas Howard, 21st Earl of Arundel (circa 1638), distruse în timpul Marelui foc din Londra (The Great Fire of London)
- Lindsey House, Lincoln's Inn Fields, acum numerele 59 & 60, atribuite lui Inigo Jones (circa 1638 – 1640)[14]
- Milton Manor House, Milton, Abingdon, Oxfordshire
- Coleshill House, Berkshire (designat de Jones și realizată de Roger Pratt)
- Chesterton Windmill, Warwickshire (asistat la design de elevul său, John Stone)

## Galerie de imagini

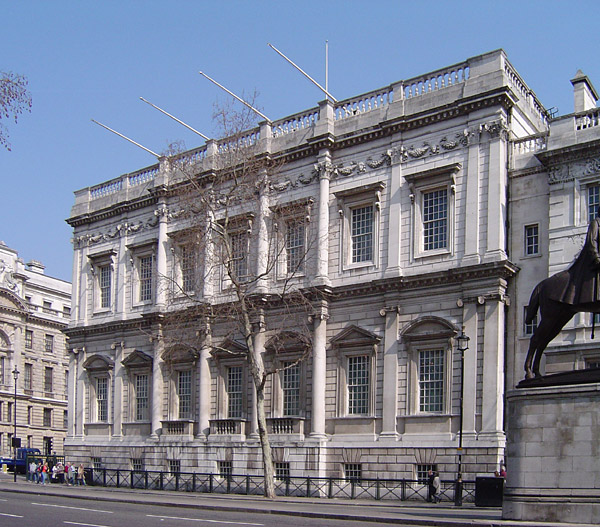
Banqueting House Whitehall
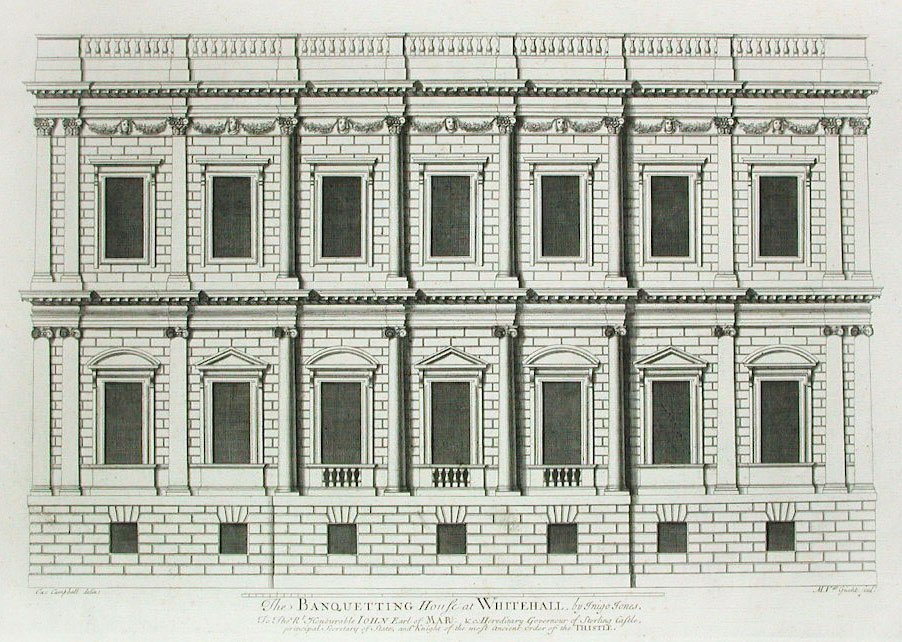
Banqueting House Whitehall
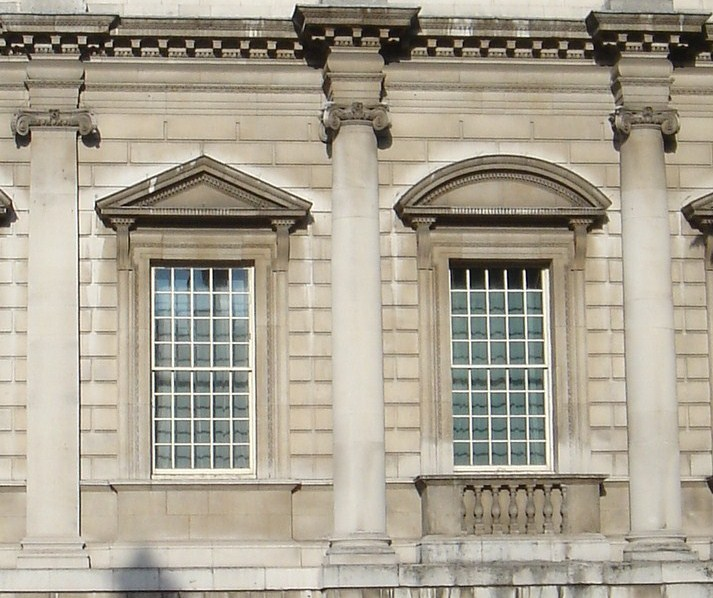
Detaliu al clădirii Banqueting House Whitehall
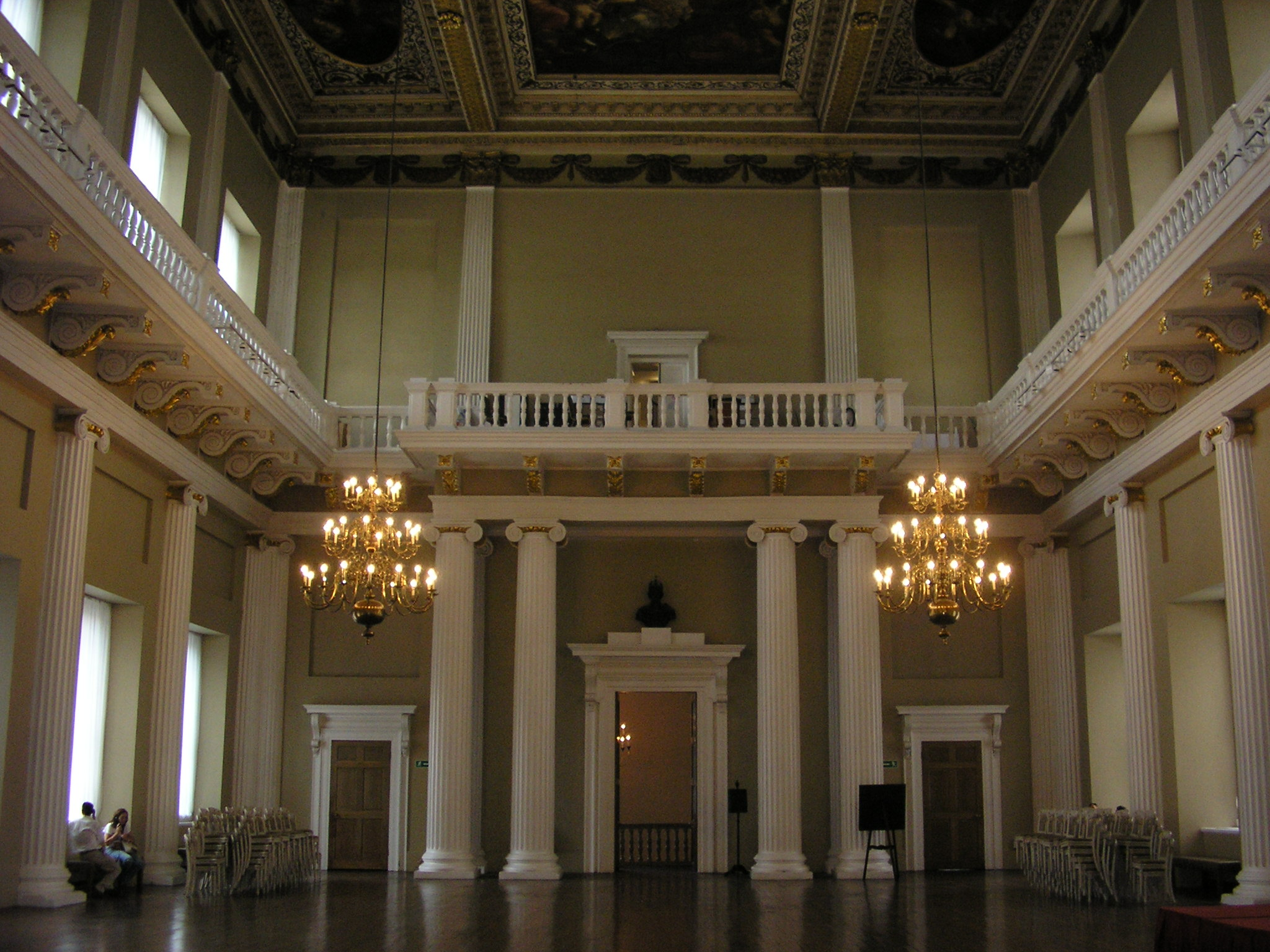
Interior, privind înspre nord, Banqueting House Whitehall
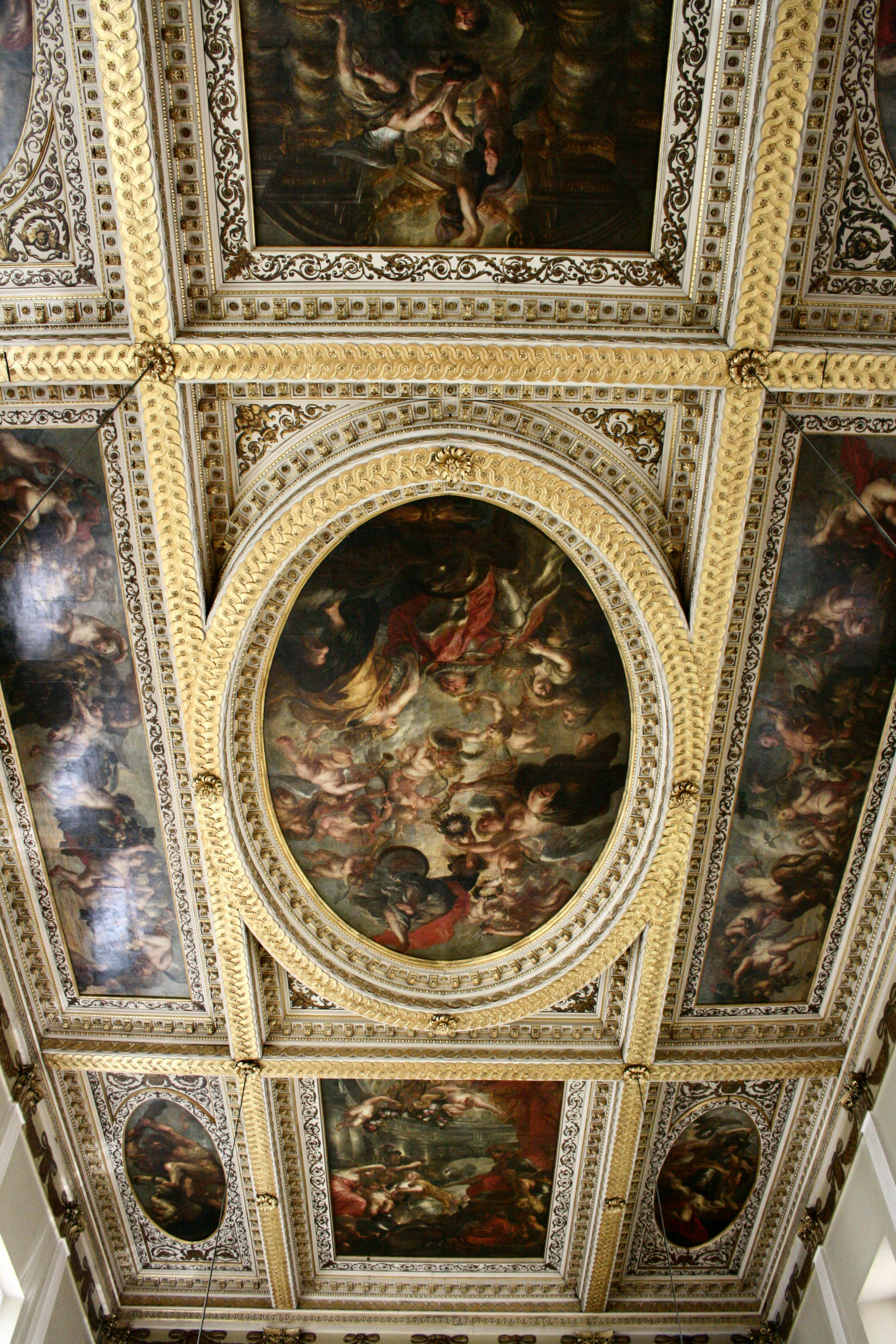
Tavan, cu picturi de Rubens, Banqueting House Whitehall
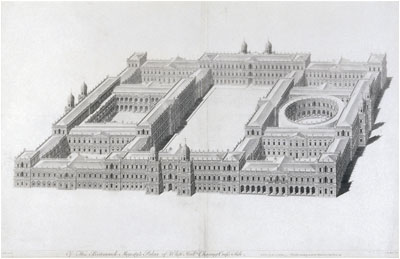
Design de a reconstrui Whitehall Palace
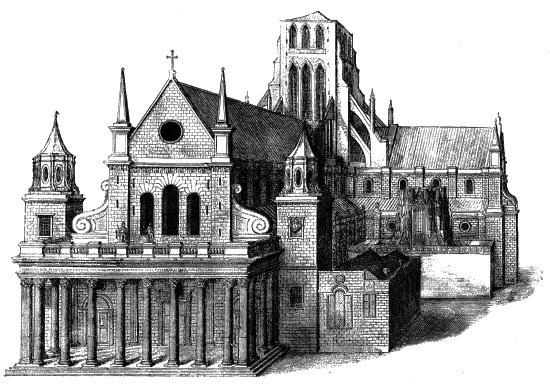
Partea de vest, naos și transepturi, vechea Saint Paul's Cathedral, după remodelarea lui Inigo Jones
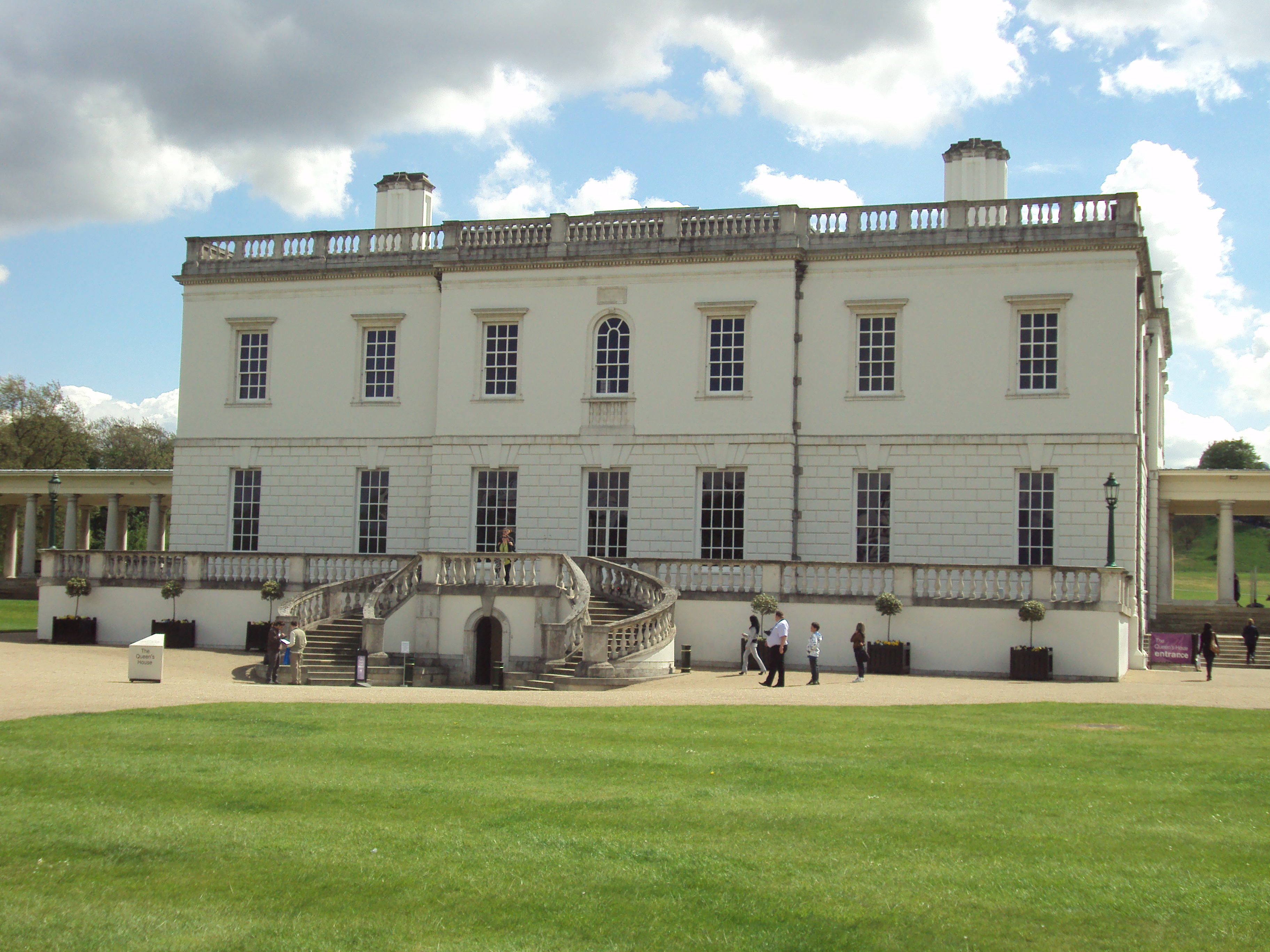
Fațada de nord, The Queen's House, Greenwich
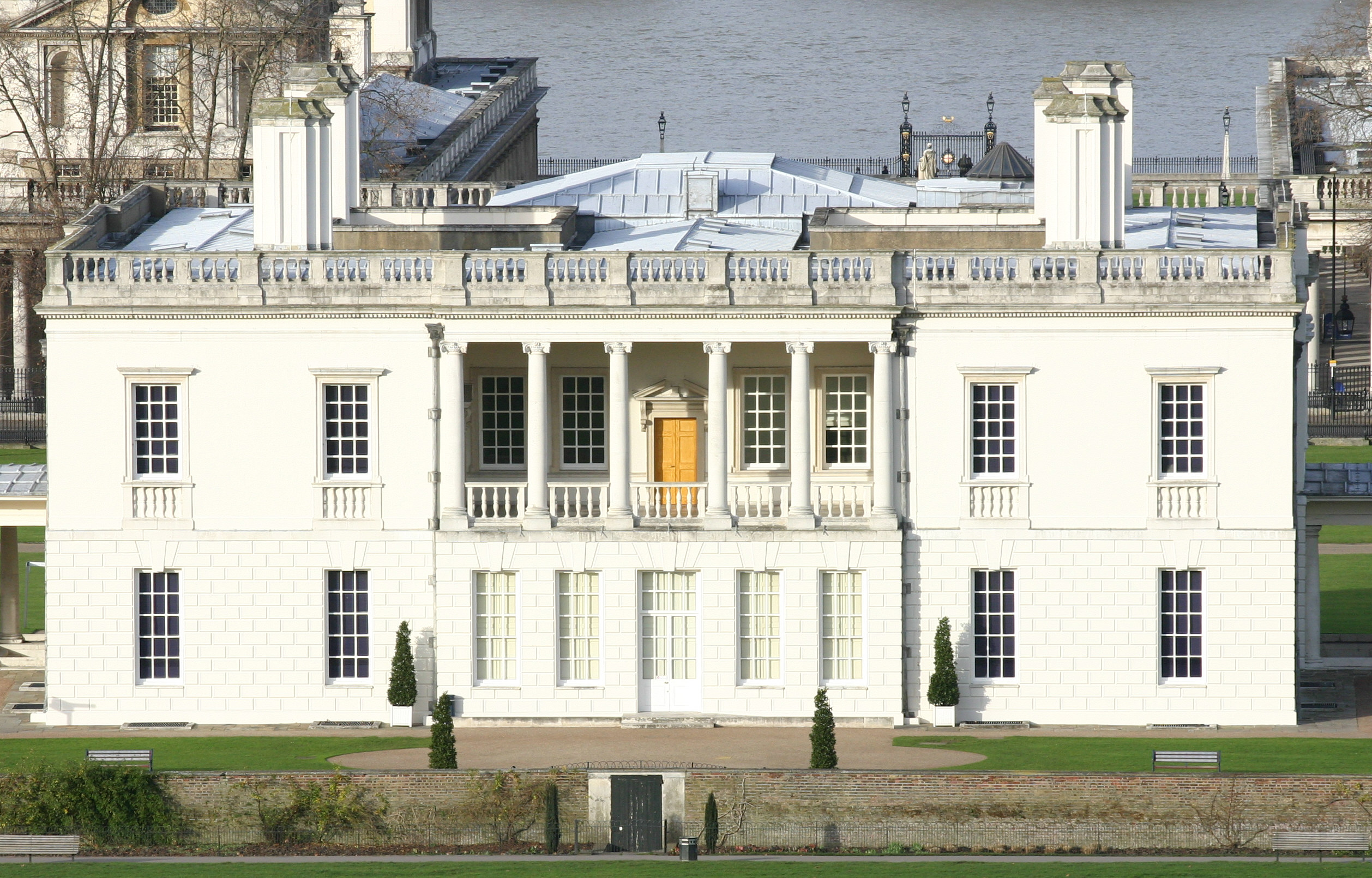
Fațada de sud,, The Queen's House, Greenwich
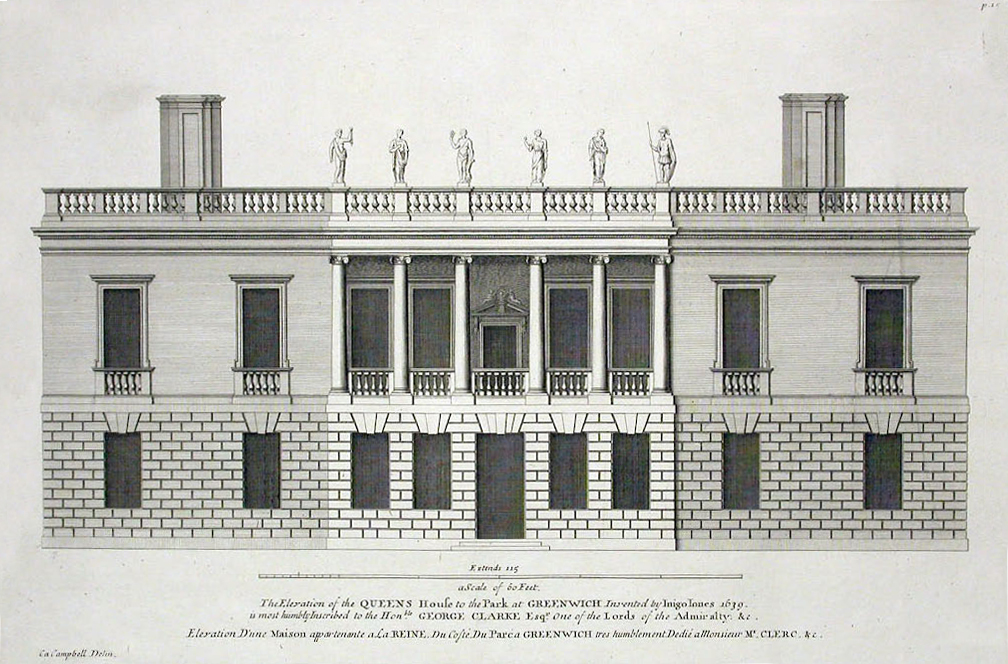
Fațada de sud, The Queen's House, Greenwich
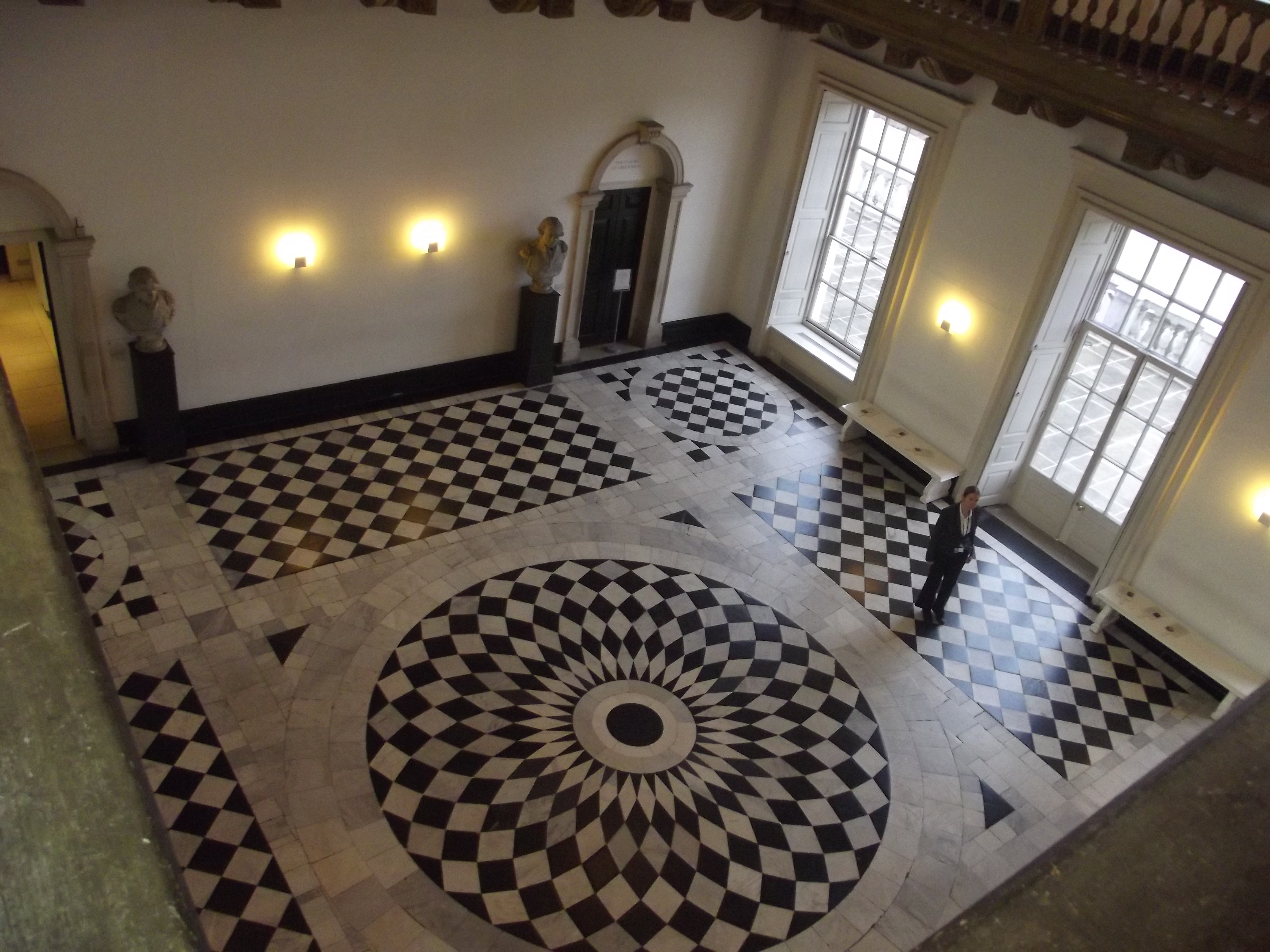
Great Hall, The Queen's House, Greenwich
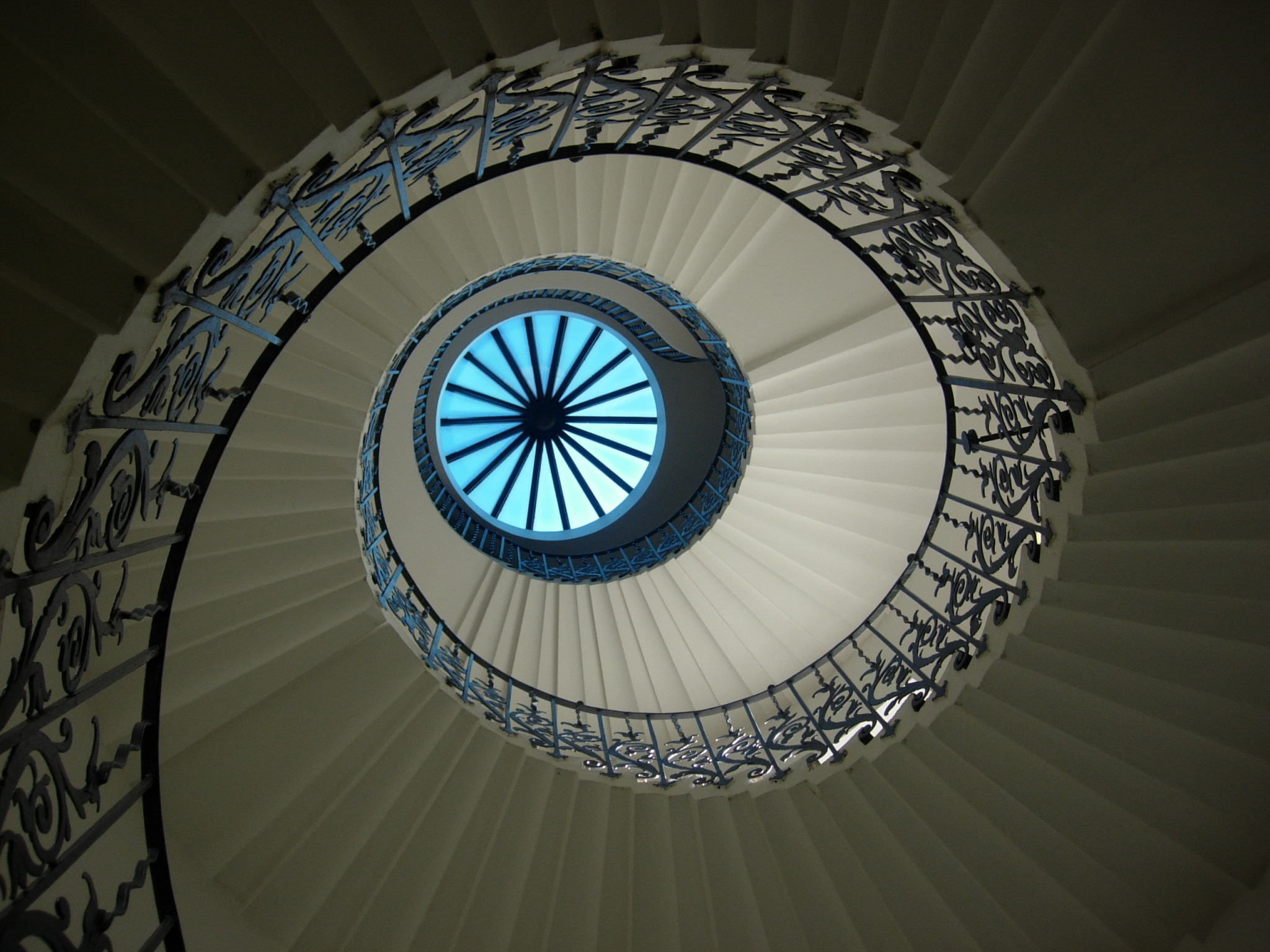
Tulip Stair, The Queen's House, Greenwich
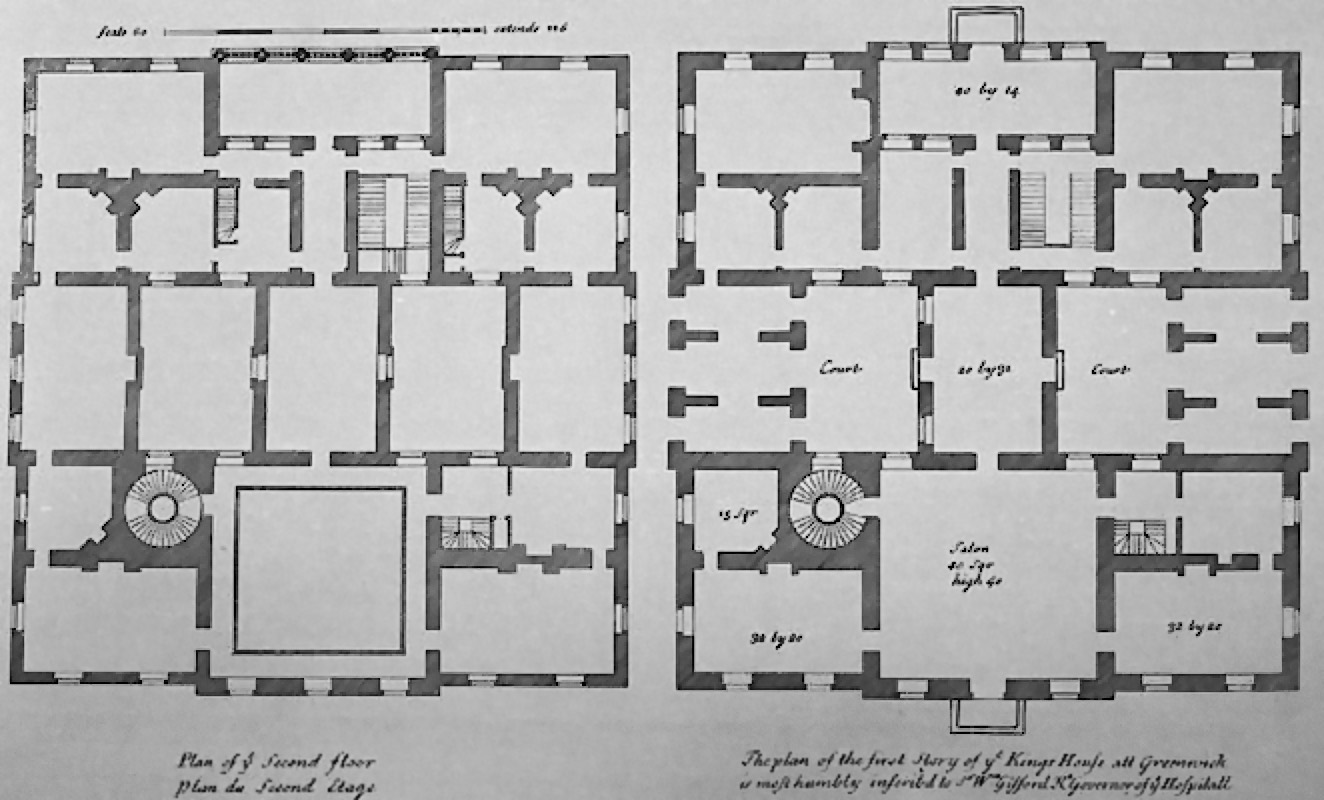
Plan, The Queen's House, Greenwich
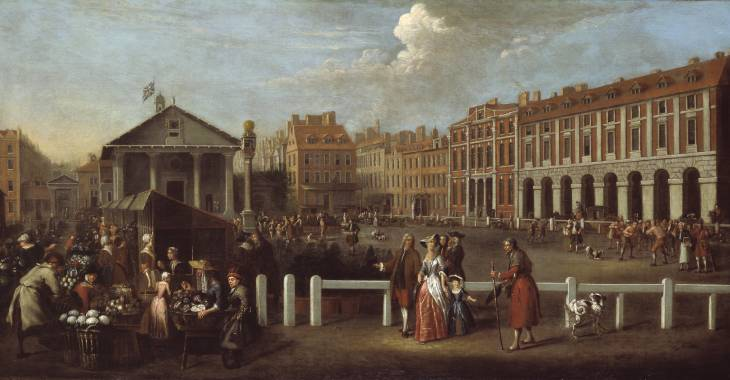
Covent Garden
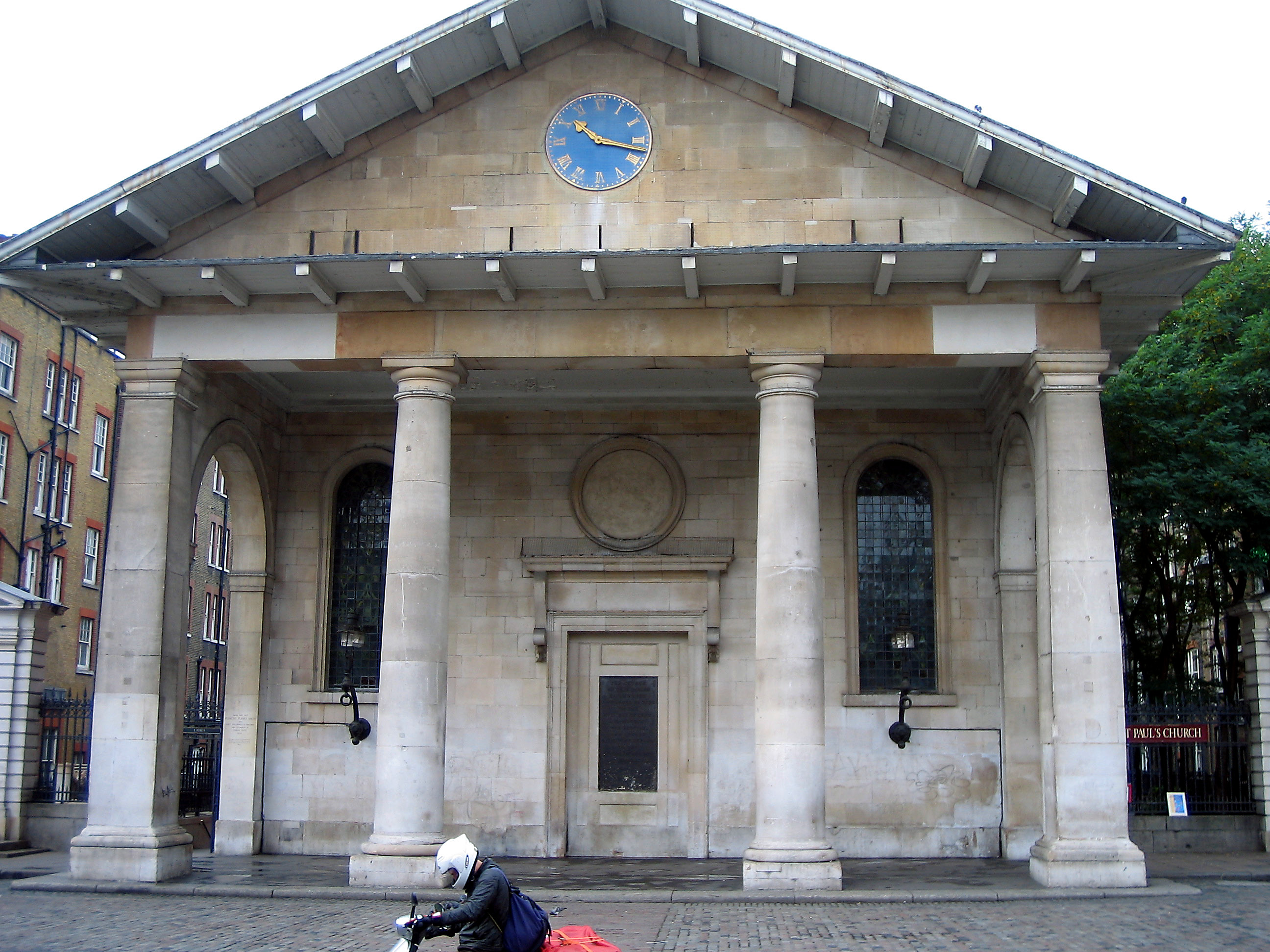
Saint Paul's Covent Garden
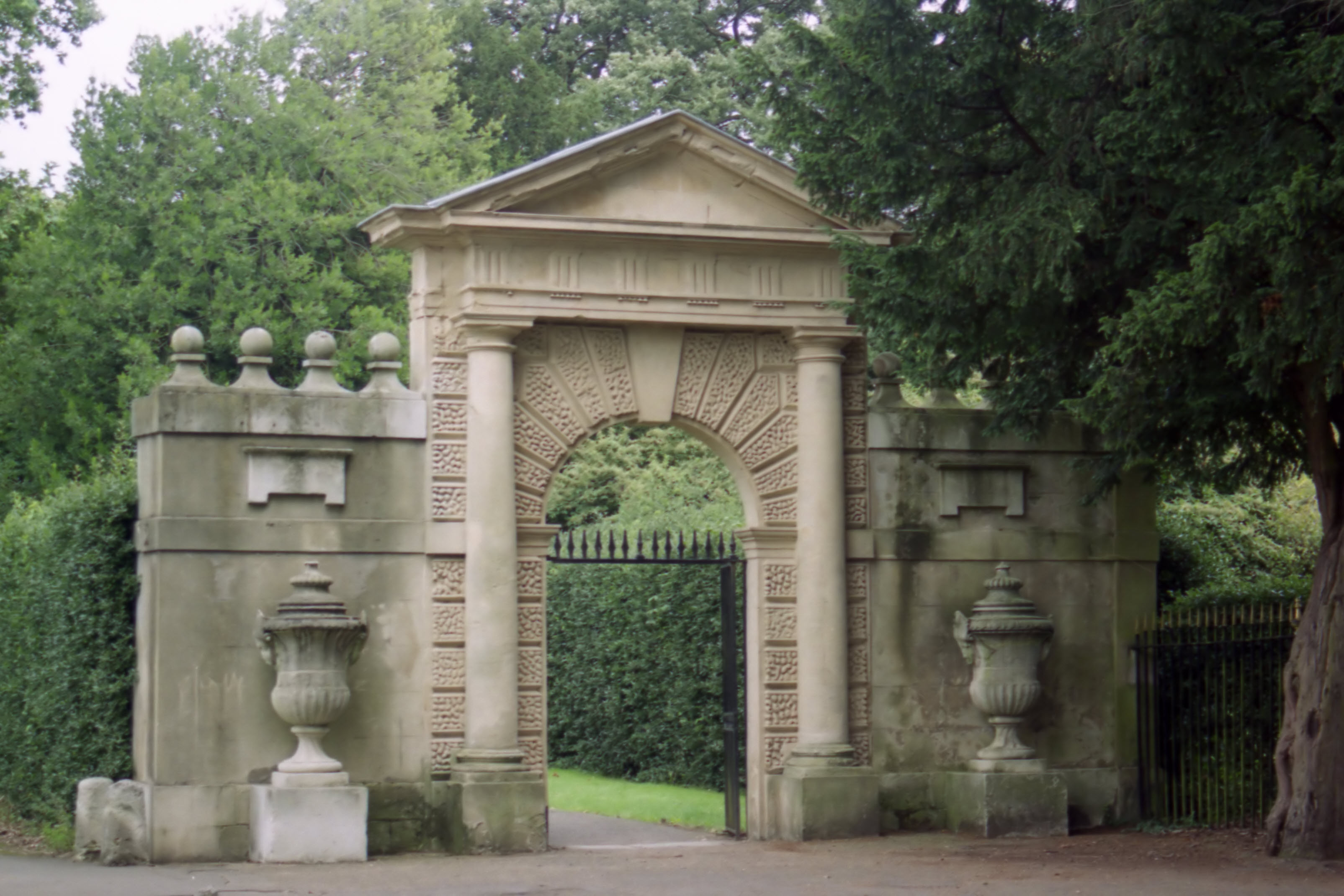
Poartă din Oatlands, acum aflată în Chiswick House
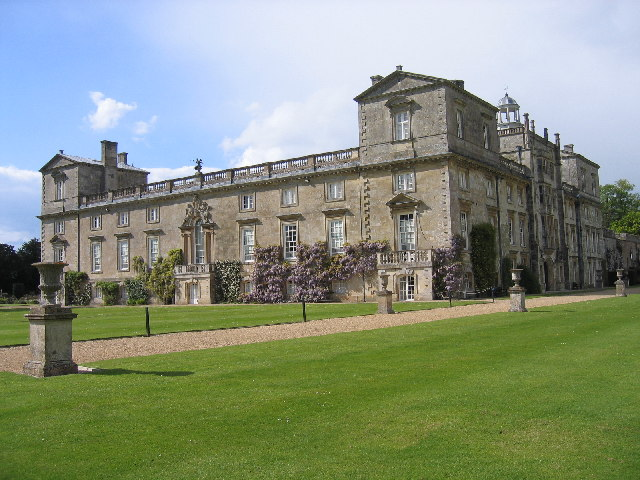
Wilton House, Wiltshire
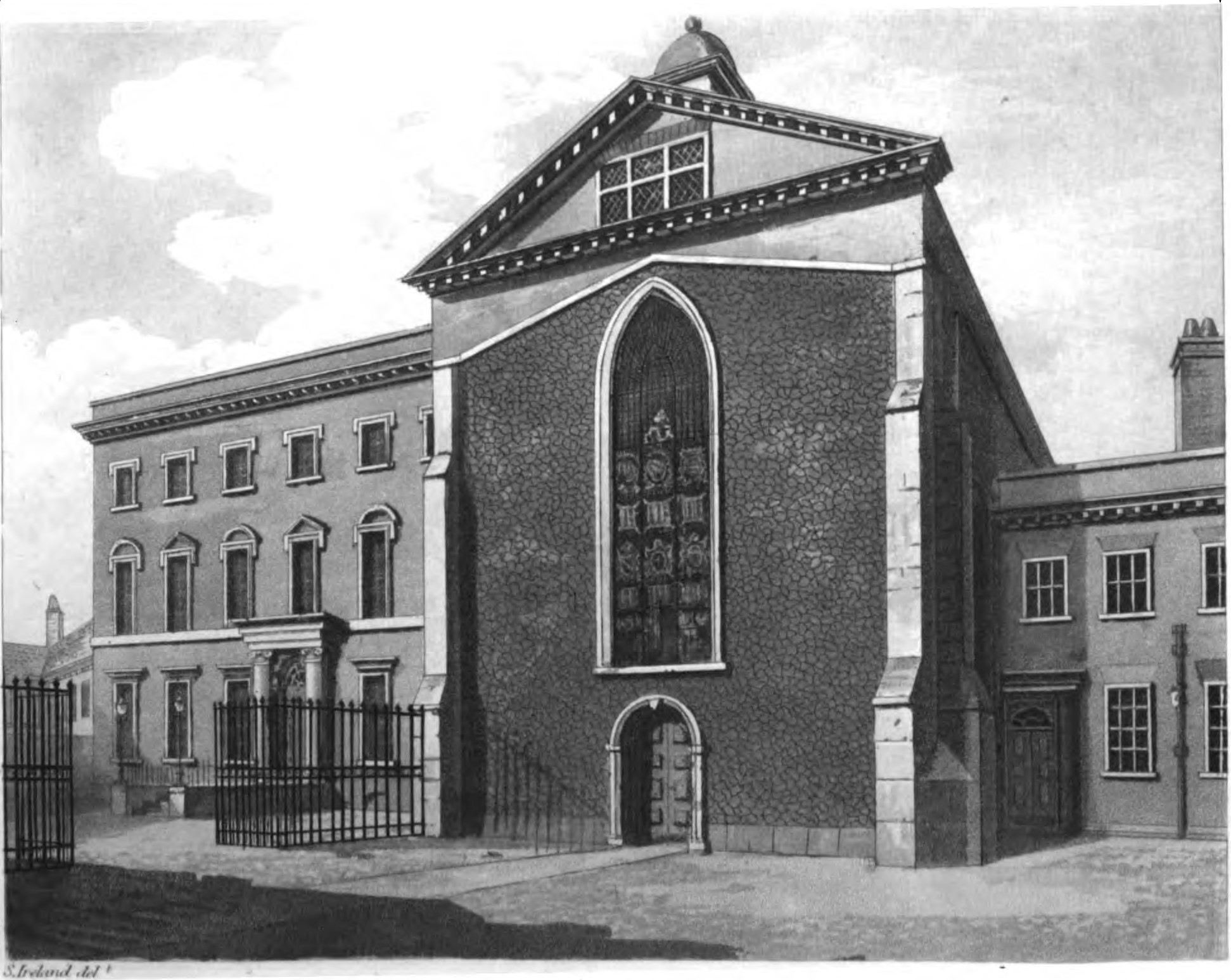
Rolls Chapel și Rolls House, actualmente parte a Maughan Library, King's College London
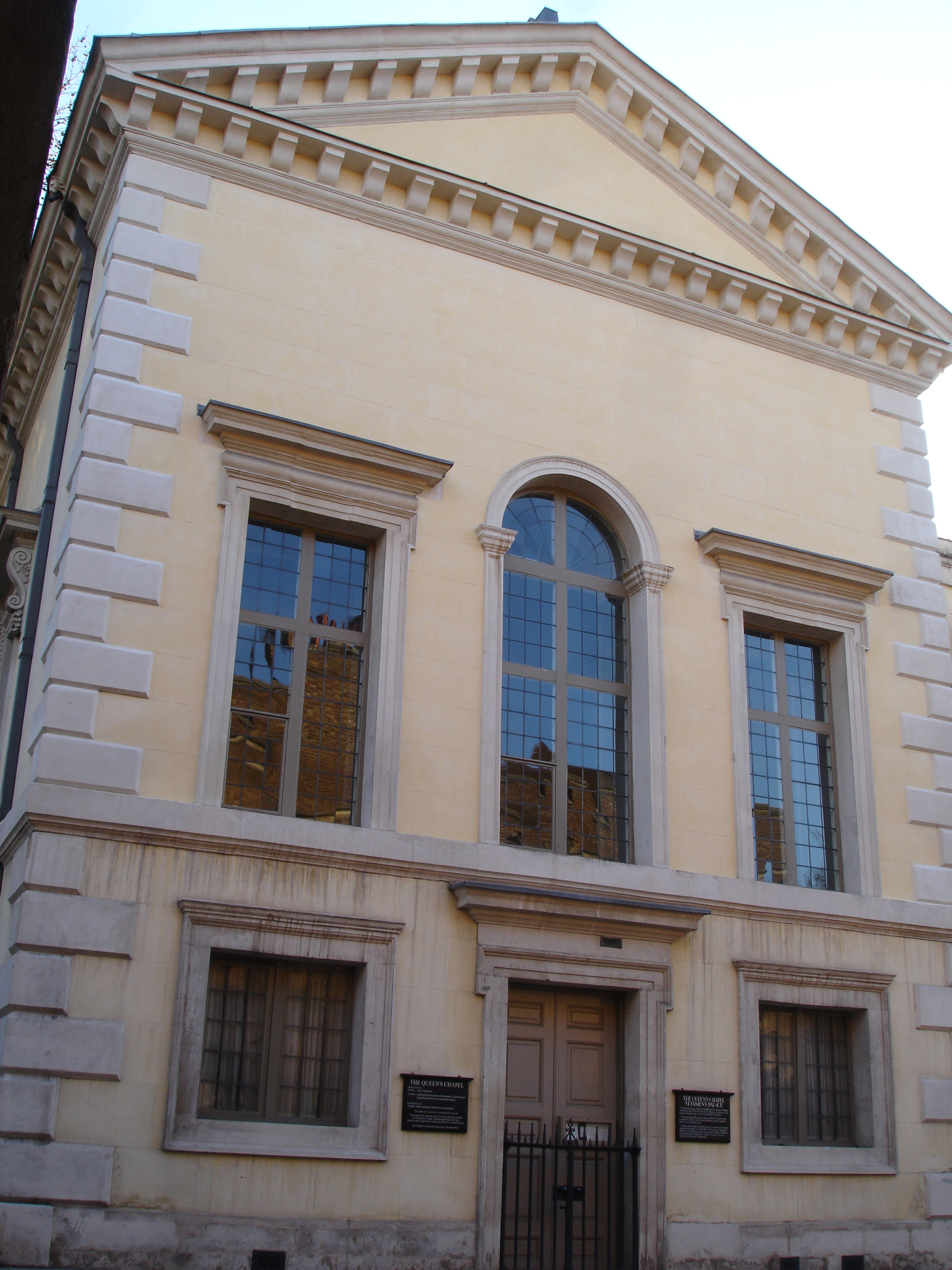
Queen's Chapel, Saint James Palace, London
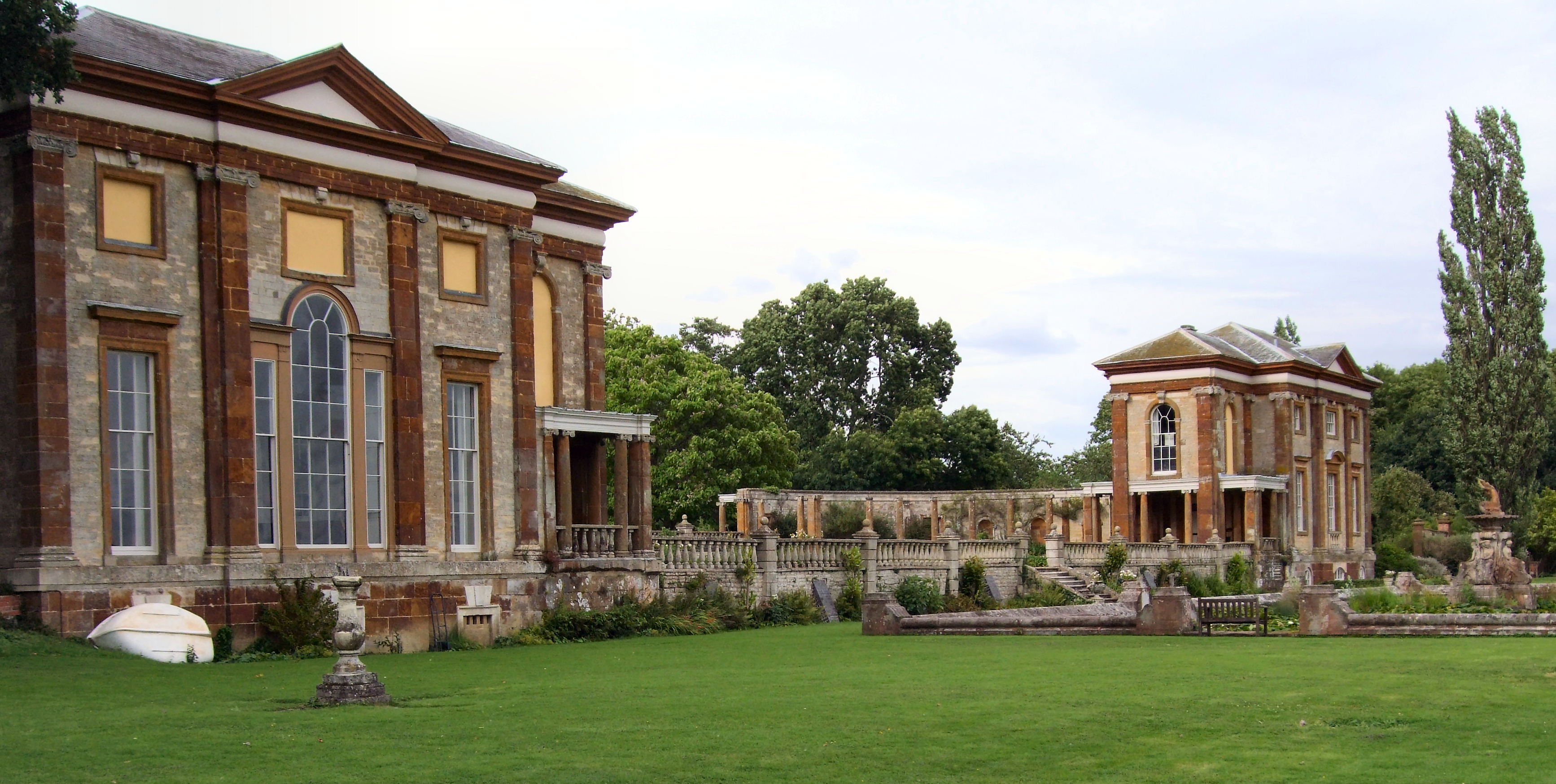
Stoke Park (atribuită lui Inigo Jones)